# Collegio plurinominale Puglia - 04 (2020)
Il collegio elettorale plurinominale Puglia - 04 è un collegio elettorale plurinominale della Repubblica italiana per l'elezione della Camera dei deputati.

## Territorio
Come previsto dalla legge n. 51 del 27 maggio 2019, il collegio è stato definito tramite decreto legislativo all'interno della circoscrizione Puglia.
Il collegio comprende la zona definita dai tre collegi uninominali Puglia - 07 (Brindisi), Puglia - 09 (Lecce) e Puglia - 10 (Galatina) quindi le intere province di Brindisi e di Lecce.

## XIX legislatura

### Risultati elettorali
|                               | Fratelli d'Italia                                       | 135 357 | 26,12 | 1 | 229 183 | 44,23 | 3 |  |  |
|                               | Forza Italia                                            | 55 534  | 10,72 | 1 | 229 183 | 44,23 | 3 |  |  |
|                               | Lega per Salvini Premier                                | 35 541  | 6,86  | 1 | 229 183 | 44,23 | 3 |  |  |
|                               | Noi Moderati                                            | 2 751   | 0,53  | – | 229 183 | 44,23 | 3 |  |  |
|                               | Movimento 5 Stelle                                      | 125 562 | 24,23 | 1 | 125 562 | 24,23 | – |  |  |
|                               | Partito Democratico - Italia Democratica e Progressista | 89 861  | 17,34 | 1 | 119 017 | 22,97 | – |  |  |
|                               | Alleanza Verdi e Sinistra                               | 16 046  | 3,10  | 1 | 119 017 | 22,97 | – |  |  |
|                               | +Europa                                                 | 9 396   | 1,81  | – | 119 017 | 22,97 | – |  |  |
|                               | Impegno Civico – Centro Democratico                     | 3 714   | 0,72  | – | 119 017 | 22,97 | – |  |  |
|                               | Azione - Italia Viva                                    | 23 964  | 4,62  | 1 | 23 964  | 4,62  | – |  |  |
|                               | Italexit                                                | 7 778   | 1,50  | – | 7 778   | 1,50  | – |  |  |
|                               | Unione Popolare                                         | 6 770   | 1,31  | – | 6 770   | 1,31  | – |  |  |
|                               | Italia Sovrana e Popolare                               | 5 915   | 1,14  | – | 5 915   | 1,14  | – |  |  |
| Totale                        | Totale                                                  | 518 189 | 100   | 7 | 518 189 | 100   | 3 |  |  |
|                               |                                                         |         |       |   |         |       |   |  |  |
| Voti non validi               | Voti non validi                                         | 26 894  | 4,93  |   |         |       |   |  |  |
| Votanti                       | Votanti                                                 | 545 083 | 56,84 |   |         |       |   |  |  |
| Elettori                      | Elettori                                                | 958 944 |       |   |         |       |   |  |  |
|                               |                                                         |         |       |   |         |       |   |  |  |
| Data: 25 settembre 2022       |                                                         |         |       |   |         |       |   |  |  |
| Fonte: Ministero dell'interno |                                                         |         |       |   |         |       |   |  |  |

### Eletti

#### Eletti nei collegi uninominali
Eletti nella coalizione di centro-destra (FdI - Lega - FI - NM)
| Collegio uninominale | Eletto | Eletto             | Partito           |
| -------------------- | ------ | ------------------ | ----------------- |
| 7. Brindisi          |        | Mauro D'Attis      | Forza Italia      |
| 9. Lecce             |        | Saverio Congedo    | Fratelli d'Italia |
| 10. Galatina         |        | Alessandro Colucci | Noi con l'Italia  |

#### Eletti nella quota proporzionale
| Fratelli d'Italia | Movimento 5 Stelle | Partito Democratico-IDP | Forza Italia   | Lega                          | Azione - Italia Viva | Alleanza Verdi e Sinistra |
| ----------------- | ------------------ | ----------------------- | -------------- | ----------------------------- | -------------------- | ------------------------- |
|                   |                    |                         |                |                               |                      |                           |
| Raffaele Fitto    | Leonardo Donno     | Claudio Stefanazzi      | Andrea Caroppo | Salvatore Marcello Di Mattina | Mara Carfagna        | Elisabetta Piccolotti     |

1. ↑  Dimissionario in data 02.12.2024 (incompatibile in quanto commissario europeo); lo stesso giorno subentra Antonio Maria Gabellone.
2. ↑  In data 24.09.2024 aderisce al gruppo misto-NI. In data 30.10.2024 aderisce al gruppo NM (N-C-U-I)M-CP.